# Lilian Snelling

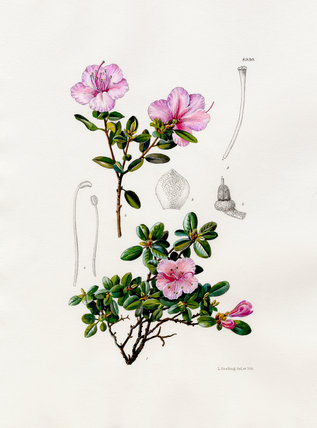
Rhododendron dauricum var. sempervirens
(nombre aceptado: Rhododendron ledebourii)
Ilustración de Lilian Snelling 1918.

Lilian Snelling (8 de junio de 1879-12 de octubre de 1972) fue una ilustradora botánica, taxónoma británica, siendo famosa artista del género Paeonia. Realizó para el taxónomo Stern las ilustraciones hortícolas de peonías, desde 1919 en su jardín en Highdown, cerca de Worthing, Sussex.

## Algunas publicaciones
- 2009. Curtis's Botanical Calendar 2010”. Kew Gardens[5]

### Libros
- 1998.  Wildflowers: a Book of Days. Ed. Frances Lincoln, Londres. 175 pp. ISBN 978-0-7112-1380-7
- 2007.  The Royal Horticultural Society Address Book. Ed. Frances Lincoln. ISBN 0-7112-0916-2

## Premios y reconocimientos
En 1955 recibió la Medalla Victoria de Horticultura